# 마디풀과
마디풀과(---科, 학명: Polygonaceae 폴리고나케아이[*])는 석죽목의 과이다. 43개 속에 약 1100종이 있다.
주로 북반구의 온대에 널리 분포하고 있지만 열대에서 자라는 것도 있다. 한국에서는 마디풀·수영·참소루쟁이·닭의덩굴·범꼬리·여뀌·메밀·며느리배꼽·쪽·개싱아 등 11속 58종이 분포하고 있다. 대부분 풀이지만 드물게는 나무가 되는 것도 있으며, 잎은 단순한 모양으로 마주나거나 어긋나는데, 잎자루의 아랫 부분은 꼬투리가 된 턱잎과 합쳐져 있다. 꽃은 작고 방사대칭이며, 대부분 양성화이지만 종류에 따라서는 단성화인 것도 있다. 일반적으로, 총상·수상 꽃차례 또는 두상꽃차례를 이룬다. 꽃덮이는 녹색·흰색 또는 분홍색을 띠며, 3~6갈래로 나뉘어 있어, 이들이 기와 모양으로 겹쳐지면서 1줄 또는 2줄로 배열되어 있다. 이와 같은 꽃덮이는 열매가 익을 때까지 남아 있는데, 종종 날개 모양으로 발달되어 열매를 퍼뜨리는 데 큰 역할을 한다. 이때 날개 뒷면에 혹이 있는 것도 있다. 수술은 6~9개로, 보통 안팎의 2줄로 늘어서며, 수술대는 서로 떨어져 있거나 또는 아랫부분이 붙어 있다. 이때 안줄에 있는 꽃밥은 바깥쪽으로 벌어지고, 바깥줄에 있는 것은 안쪽으로 벌어진다. 암술은 1개가 존재하는데, 그 아랫 부분에는 고리 모양이나 화반 모양의 꿀샘이 있다. 씨방은 상위로, 편평하거나 3개의 모서리가 있으며, 2~4개의 심피가 1개의 방을 이루고 있다. 한편, 그 안의 아랫 부분에는 1개의 밑씨가 곧게 서 있다. 열매는 수과로 벌어지지 않는다.

## 하위 분류
| - 마디풀아과(Polygonoideae Eaton) - 심메리아아과(Symmerioideae R.Hogg.) - 에리오고눔아과(Eriogonoideae Arn.) | 분류 불확실(incertae sedis) - 아프로브룬니키아속(Afrobrunnichia Hutch. & Dalziel) |